# Гучленд (Вірджинія)
Гучленд (англ. Goochland) — переписна місцевість (CDP) в США, в окрузі Гучленд штату Вірджинія. Населення — 899 осіб (2020).

## Географія
Гучленд розташований за координатами 37°41′49″ пн. ш. 77°53′39″ зх. д. / 37.69694° пн. ш. 77.89417° зх. д. (37.696834, -77.894244).  За даними Бюро перепису населення США в 2010 році переписна місцевість мала площу 11,71 км², з яких 11,58 км² — суходіл та 0,14 км² — водойми.

## Демографія
Згідно з переписом 2010 року, у переписній місцевості мешкала 861 особа в 321 домогосподарстві у складі 232 родин. Густота населення становила 73 особи/км².  Було 338 помешкань (29/км²).
Расовий склад населення:
| - 84,6 % — білих - 9,6 % — чорних або афроамериканців - 2,4 % — азіатів - 0,6 % — корінних американців |

До двох чи більше рас належало 2,4 %. Частка іспаномовних становила 2,6 % від усіх жителів.
За віковим діапазоном населення розподілялося таким чином: 30,0 % — особи молодші 18 років, 59,2 % — особи у віці 18—64 років, 10,8 % — особи у віці 65 років та старші. Медіана віку мешканця становила 39,4 року. На 100 осіб жіночої статі у переписній місцевості припадало 98,4 чоловіків;  на 100 жінок у віці від 18 років та старших — 93,9 чоловіків також старших 18 років.
Середній дохід на одне домашнє господарство  становив 135 378 доларів США (медіана — 96 531), а середній дохід на одну сім'ю — 162 866 доларів (медіана — 110 417). За межею бідності перебувало 0,4 % осіб, у тому числі 0,0 % дітей у віці до 18 років та 3,1 % осіб у віці 65 років та старших.
Цивільне працевлаштоване населення становило 466 осіб. Основні галузі зайнятості: мистецтво, розваги та відпочинок — 23,0 %, освіта, охорона здоров'я та соціальна допомога — 22,1 %, фінанси, страхування та нерухомість — 11,4 %, транспорт — 10,5 %.